# Campeonato Central de Rugby 2008
El Torneo Central de Rugby de Primera División de 2008 fue campeonato disputado en la 61.ª temporada de la máxima categoría del rugby de Chile. Comenzó el 19 de abril de 2008 y finalizó el 2 de noviembre de dicho año con Old Mackayans como campeón, quien se adjudicó su quinto campeonato luego de superar en la final del certamen a Universidad Católica por 8 a 6.
Fue integrado por 12 equipos, que jugaron en dos rondas con un sistema de todos-contra-todos, al término de las cuales los cuatro mejores clasificados accedieron a los play-offs o sistema de eliminación directa, en donde los equipos jugaron semifinal (partidos de ida y vuelta) y final.

## Fase regular

### Tabla General
| Pos | Equipo               | PJ | G  | E | P  | TF  | TC   | DIF   | PE | Pts |
| --- | -------------------- | -- | -- | - | -- | --- | ---- | ----- | -- | --- |
| 1   | Old Mackayans        | 22 | 16 | 0 | 6  | 896 | 296  | 600   | 17 | 81  |
| 2   | Universidad Católica | 22 | 16 | 1 | 5  | 736 | 319  | 417   | 15 | 81  |
| 3   | Old Boys             | 22 | 15 | 2 | 5  | 782 | 387  | 395   | 16 | 80  |
| 4   | Stade Francais       | 22 | 17 | 0 | 5  | 570 | 344  | 226   | 12 | 80  |
| 5   | PWCC                 | 22 | 15 | 0 | 7  | 680 | 400  | 280   | 15 | 75  |
| 6   | Los Troncos          | 22 | 15 | 0 | 7  | 796 | 331  | 465   | 14 | 74  |
| 7   | COBS                 | 22 | 12 | 1 | 9  | 587 | 499  | 88    | 12 | 62  |
| 8   | Old John's           | 22 | 10 | 0 | 12 | 544 | 417  | 127   | 5  | 45  |
| 9   | Old Georgians        | 22 | 5  | 0 | 17 | 366 | 660  | -294  | 5  | 25  |
| 10  | Viña R.C.            | 22 | 5  | 0 | 17 | 373 | 812  | -439  | 3  | 23  |
| 11  | Alumni SC            | 22 | 2  | 1 | 19 | 266 | 1001 | -735  | 3  | 13  |
| 12  | Santo Tomás          | 22 | 1  | 1 | 20 | 278 | 1359 | -1081 | 4  | 10  |

 PJ=Partidos jugados; G=Partidos ganados; E=Partidos empatados; P=Partidos perdidos; TF=Tantos a favor; TC=Tantos en contra; DIF=Diferencia; PE=Puntos extra;Pts=Puntos 
|  | Clasifica a los playoffs |

## Play-Offs

### Semifinales
Se jugaron entre el 19 y el 25 de octubre de 2008. En la tabla se muestran los equipos según la localía en el partido de ida. 

#### Stade Francais  - Old Mackayans
| 19 de octubre de 2008, 15:30 | Stade Francais                                                                         | 19:22 | Old Mackayans | Stade Francais, Santiago       |                                |
|                              | Try de castigo: 73' Con: Cristóbal Marín (1/1) Pen: Cristóbal Marín 33', 40', 57', 63' |       |               | Árbitro(s): Javier Galeguillos | Árbitro(s): Javier Galeguillos |

| 25 de octubre de 2008, 16:00 | Old Mackayans | 21:14 | Stade Francais | Reñaca, Viña del Mar |  |

#### Old Boys - Universidad Católica
| 19 de octubre de 2008, 15:30 | Old Boys | 15:26 | Universidad Católica | Peñalolén, Santiago          |  |
|                              |          |       |                      | Árbitro(s): Salvador Encinas |  |

| 25 de octubre de 2008, 16:00 | Universidad Católica                                          | 7:19 | Old Boys                                                            | San Carlos de Apoquindo, Santiago |                                 |
|                              | Ensayo: Cristián de la Barra 64' Con: uan Pablo Perrota (1/1) |      | Ensayos: Aldo Villavicencio 11', 22', 38' Con: Patrick Muller (2/3) | Árbitro(s): Javier Galleguillos   | Árbitro(s): Javier Galleguillos |

### Tercer lugar

#### Old Boys - Stade Francais
| 2 de noviembre de 2008, 15:30 | Old Boys | 24:10 | Stade Francais | San Carlos de Apoquindo, Santiago                                 |  |
|                               |          |       |                | Asistencia: 3.000 - 4.000 espectadores Árbitro(s): Andrés Herbozo |  |

### Final

#### Old Mackayans - Universidad Católica
| 2 de noviembre de 2008, 17:30 | Old Mackayans                                     | 8:6 | Universidad Católica            | San Carlos de Apoquindo, Santiago                             |                                                               |
|                               | Ensayo: Tomás Vivanco 4' Pen: Benjamín Omegna 42' |     | Pen: Juan Pablo Perrota 7', 32' | Asistencia: 3.000 - 4.000 espectadores Árbitro(s): Jaime Vial | Asistencia: 3.000 - 4.000 espectadores Árbitro(s): Jaime Vial |